# Estació de Sant Quirze de Besora
Sant Quirze de Besora és una estació de ferrocarril propietat d'adif situada a la població de Sant Quirze de Besora a la comarca d'Osona. L'estació es troba a la línia Barcelona-Ripoll per on circulen trens de la línia R3 de Rodalies de Catalunya operat per Renfe Operadora.
Aquesta estació de l'antiga línia de Barcelona a Sant Joan de les Abadesses (actualment el tram Ripoll - Sant Joan és una via verda) va entrar en servei l'any 1879 quan es va obrir el tram entre Torelló i Sant Quirze de Besora. Un any més tard s'obria un altre tram fins a Ripoll.
L'any 2016 va registrar l'entrada de 25.000 passatgers.
En el seu origen no disposava de marquesina. Per la seva instal·lació es van haver d'aixecar els dos mòduls laterals. L'actuació va tenir lloc vers 1928 coincidint amb la electrificació de la línia. Cal dir que les estacions de Torelló, Manlleu i Sant Quirze de Besora son idèntiques.

## Serveis ferroviaris
| Rodalia de Barcelona      |          |        |                                            |                        |
| Procedència/Destinació    | <        | Línia  | >                                          | Procedència/Destinació |
| L'Hospitalet de Llobregat | Borgonyà |        | La Farga de Bebié                          | Ripoll                 |
| L'Hospitalet de Llobregat | Torelló  | Ripoll | Ribes de Freser Puigcerdà La Tor de Querol |                        |